# Kariamangalam
Kariamangalam (o Kariyamangalam, Karivamangalam, Karimangalam) è una suddivisione dell'India, classificata come town panchayat, di 12.033 abitanti, situata nel distretto di Dharmapuri, nello stato federato del Tamil Nadu. In base al numero di abitanti la città rientra nella classe IV (da 10.000 a 19.999 persone).

## Geografia fisica
La città è situata a 12° 16' 0 N e 78° 49' 60 E e ha un'altitudine di 257 m s.l.m..

## Società

### Evoluzione demografica
Al censimento del 2001 la popolazione di Kariamangalam assommava a 12.033 persone, delle quali 6.076 maschi e 5.957 femmine. I bambini di età inferiore o uguale ai sei anni assommavano a 1.452, dei quali 771 maschi e 681 femmine. Infine, coloro che erano in grado di saper almeno leggere e scrivere erano 6.964, dei quali 4.065 maschi e 2.899 femmine.